# Банниково (Нижегородская область)
Банниково — деревня в Богородском районе Нижегородской области. Входит в Доскинский сельсовет.
Расположена в лесистой местности в 12 км к северо-востоку от Богородска и в 10 км от юго-западных окраин Нижнего Новгорода. В 0,8 км к югу от деревни проходит автодорога Нижний Новгород — Богородск — Павлово (на Муром).
| 1999 | 2002 | 2010 |
| ---- | ---- | ---- |
| 3    | ↗4   | ↗16  |

## Исторические сведения
Дата основания села неизвестна. В XIX веке Банниково входило в состав Оленинской волости Горбатовского уезда. Принадлежало помещику Бравину. Дочь помещика — М. В. Бравина занималась просветительской деятельностью среди крестьян, в доме отца ею была основана первая школа для крестьянских детей. В 1877 году Бравиной была написана статья, опубликованная в 6-м томе «Нижегородского сборника», издававшегося Нижегородским губернским статистическим комитетом. Благодаря этой статье сохранились сведения о жизни крестьян в XIX веке.